# مانيل إكسبوسيتو
مانيل إكسبوسيتو (بالإسبانية: Manel Expósito)‏ هو لاعب كرة قدم إسباني في مركز الهجوم، ولد في 29 نوفمبر 1981 في برشلونة في إسبانيا. لعب مع أتلتيكو مدريد ج وأتلتيكو مدريد ونادي ألكوركون ونادي أوكلاند سيتي ونادي برشلونة ب ونادي برشلونة ونادي سان أندرو ونادي يوبين.

## وصلات خارجية
- مانيل إكسبوسيتو على موقع الاتحاد الدولي (مؤرشف)  (الإنجليزية)
- مانيل إكسبوسيتو على موقع قاعدة بيانات كرة القدم.إي يو (الإنجليزية)
- مانيل إكسبوسيتو على موقع Soccerway.com (الإنجليزية)
- مانيل إكسبوسيتو على موقع عالم كرة القدم.نت (الإنجليزية)